# Atle Pedersen
Atle Koppang Pedersen (nascido em 27 de julho de 1964) é um ex-ciclista norueguês que, em 1985 e 1986, venceu o Campeonato da Noruega de Ciclismo em Estrada. Nos Jogos Olímpicos de Verão de 1988 em Seul, competiu representando Noruega na prova de estrada (individual), terminando em 13ª posição. Foi profissional entre 1988 e 1991, e posteriormente em 1993, cujo maior sucesso de sua carreira ciclística foi alcançado na Volta a Espanha, onde obteve uma vitória de etapa na edição de 1990.